# Osiedle Awaryjne (Jaworzno)
Osiedle Awaryjne w Jaworznie – zlikwidowane osiedle mieszkaniowe położone w dzielnicy Wesołe Miasteczko.

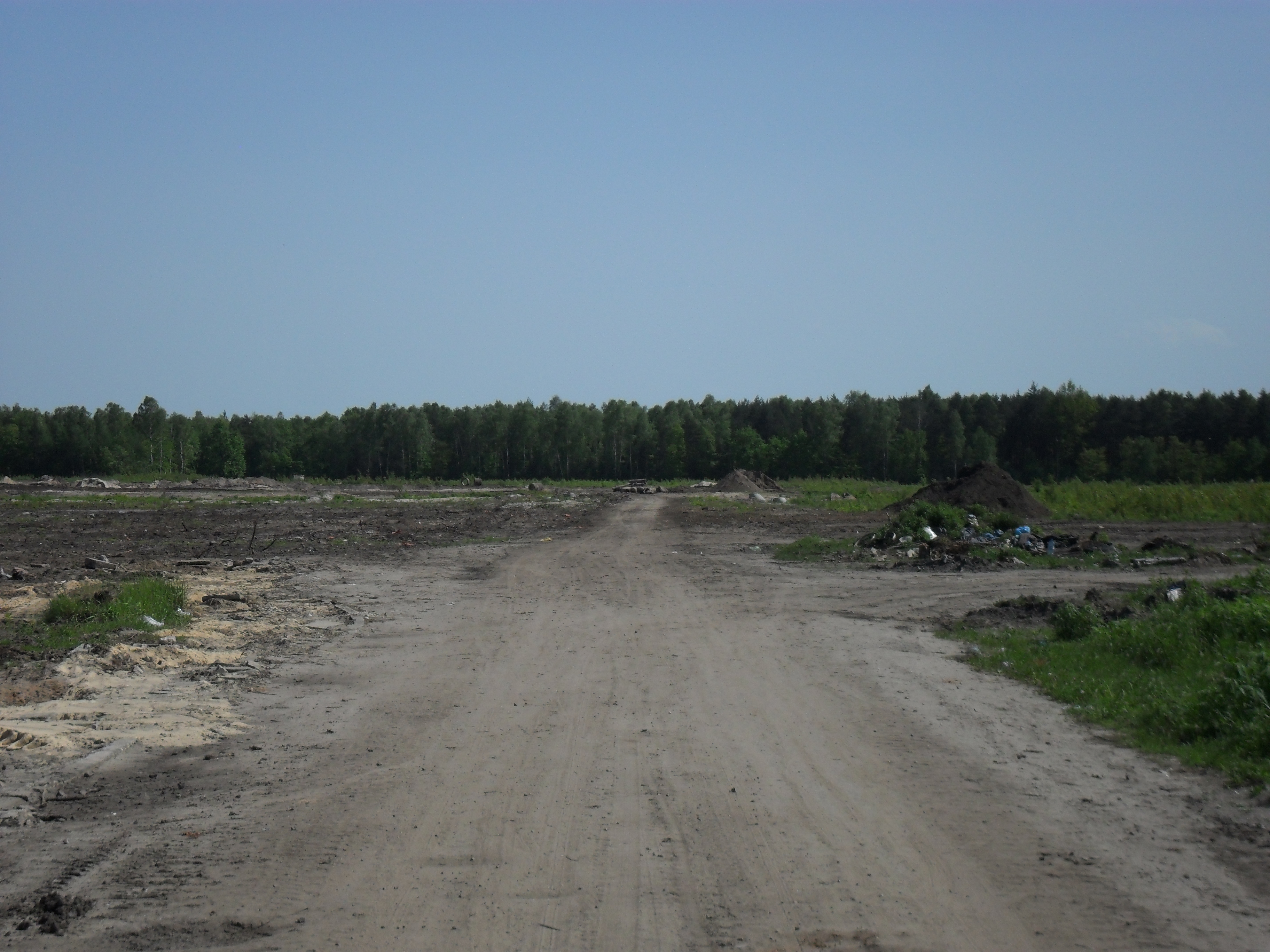
Centralna część wyburzonego Osiedla Awaryjnego w 2013 r.

Osiedle Awaryjne położone było przy Elektrowni Jaworzno II, powstało w okresie jej budowy (około 1949–1951). Pierwotnie było to niewielkie osiedle dla pracowników dwóch elektrowni, ponieważ elektrownie leżą głęboko w lesie, z dala od miasta. Dojeżdżała tu linia autobusowa nr 302. Przez osiedle przebiegała ulica Dąbrowszczaków (w 2017 roku jej pozostałości weszły w skład ul. Energetyków).
Osiedle zostało zlikwidowane w 2013 roku z powodu inwestycji, jakie wykonywała pobliska elektrownia (budowa bloku energetycznego 910 MW). Większość mieszkańców przeniesiono do nowo wybudowanych bloków przy ul. Sportowej w Jaworznie, które zbudował koncern Tauron – właściciel elektrowni.